# ジャック・ボゴポルスキー
ジャック・ボゴポルスキー（Jacques Bogopolsky 1896年-1962年1月20日 ）はウクライナ生まれのカメラ設計者。ボルスキー（Bolsky またはBoolsky ）、ボルシー（Bolsey ）とも呼ばれる。若い頃はジュネーヴで薬学を学んだ。

## 略歴
- 1923年 - 最初のカメラでありシネマトグラフ・ボル（Cinématographe Bol ）を設計。35mmフィルムを使用する映画カメラ。一駒撮影も可能でプロジェクターとしても使用できる。
- 1924年 - シネマトグラフ・ボルを生産するためボル（Bol S.A. ）を設立。
- 1927年 - 後にボレックスとなる16mm映画カメラボレック（Bolec ）を発表。
- 1931年 - ボレックスの権利をパイヤールに売却。ボルカ（Bolca ）の開発を始め、これが後にボルシー・レフレックス（Bolsey Reflex ）へと発展。
- 1939年 - ボルシー・レフレックスの権利をピニオン（Pinion S.A. ）に売却、後にこれがアルパとなる。
- 1947年 - スイスからアメリカに移住、ニューヨークでボルシーを設立、8mm映画カメラのボルシー8、コンパクトカメラのボルシーB、ボルシーC等を設計。